# تک‌تارچه‌سانان
تک‌تارچه‌سانان (انگلیسی: Trichomonadida) راسته‌ای از آغازیان بی‌هوازی هستند.